# Второй кабинет Терезы Мэй
Второй кабинет Терезы Мэй (англ. Second May ministry) — 97-е (с момента образования в 1707 году Королевства Великобритания) правительство Великобритании, действовавшее с 11 июня 2017 года по 24 июля 2019 года под председательством Терезы Мэй.

## Формирование
8 июня 2017 года состоялись досрочные парламентские выборы, по итогам которых консерваторы лишились абсолютного большинства, получив 317 мест в Палате общин из 650.
11 июня достигнуто соглашение с Демократической Юнионистской Партией, которая, не получив министерских портфелей, решила оказывать правительству внешнюю парламентскую поддержку при ключевых голосованиях (в частности, при утверждении бюджета).
В этот же день сформировано правительство, в котором большинство министров сохранили свои прежние портфели. Несколько человек перемещены на другие должности (Дэмиан Грин повышен до первого министра — должности, отсутствовавшей в первом кабинете Мэй), а единственным новым лицом среди членов кабинета стал Майкл Гоув, назначенный министром окружающей среды, продовольствия и сельского хозяйства.
26 июня 2017 года Тереза Мэй и лидер ДЮП Арлин Фостер подписали межпартийное соглашение, в соответствии с которым правительство обязалось выделить Северной Ирландии дополнительные бюджетные ассигнования на социальные цели в объёме более 1 млрд фунтов стерлингов в течение двух лет.

## Состав правительства
| Должность                                                                                           | Имя                                         | Партия         | Портрет         | Примечания                           |
| --------------------------------------------------------------------------------------------------- | ------------------------------------------- | -------------- | --------------- | ------------------------------------ |
| Премьер-министр, первый лорд казначейства, министр по делам государственной службы                  | достопочтенная Тереза Мэй                   | Консервативная |                 |                                      |
| Первый государственный секретарь                                                                    | достопочтенный Дэмиан Грин                  | Консервативная |                 | До 20 декабря 2017.                  |
| Министр Кабинета                                                                                    | достопочтенный Дэмиан Грин                  | Консервативная |                 | До 20 декабря 2017.                  |
| достопочтенный Дэвид Лидингтон                                                                      | Консервативная                              |                | С 8 января 2018 |                                      |
| Канцлер казначейства, второй лорд казначейства                                                      | достопочтенный Филип Хэммонд                | Консервативная |                 |                                      |
| Министр иностранных дел                                                                             | достопочтенный Борис Джонсон                | Консервативная |                 | До 9 июля 2018 года                  |
| Министр иностранных дел                                                                             | достопочтенный Джереми Хант                 | Консервативная |                 | С 9 июля 2018 года                   |
| министр внутренних дел                                                                              | достопочтенная Эмбер Радд                   | Консервативная |                 | До 30 апреля 2018 года.              |
| министр внутренних дел                                                                              | достопочтенный Саджид Джавид                | Консервативная |                 | С 30 апреля 2018 года.               |
| Министр по выходу из Европейского союза                                                             | достопочтенный Дэвид Дэвис                  | Консервативная |                 | До 8 июля 2018                       |
| Министр по выходу из Европейского союза                                                             | достопочтенный Доминик Рааб                 | Консервативная |                 | С 9 июля 2018 по 15 ноября 2018      |
| Министр по выходу из Европейского союза                                                             | Стивен Баркли                               | Консервативная |                 | С 16 ноября 2018                     |
| Министр обороны                                                                                     | достопочтенный Майкл Фэллон                 | Консервативная |                 | До 1 ноября 2017.                    |
| Министр обороны                                                                                     | достопочтенный Гэвин Уильямсон              | Консервативная |                 | Со 2 ноября 2017 года по 1 мая 2019. |
| Министр обороны                                                                                     | достопочтенная Пенни Мордонт                | Консервативная |                 | С 1 мая 2019 года.                   |
| Министр международной торговли                                                                      | достопочтенный Лиам Фокс                    | Консервативная |                 |                                      |
| Министр юстиции, лорд-канцлер                                                                       | достопочтенный Дэвид Лидингтон              | Консервативная |                 | До 8 января 2018                     |
| Министр юстиции, лорд-канцлер                                                                       | достопочтенный Дэвид Гок                    | Консервативная |                 | С 8 января 2018                      |
| Министр образования                                                                                 | достопочтенная Джастин Грининг              | Консервативная |                 | До 8 января 2018                     |
| Министр образования                                                                                 | достопочтенный Дэмиан Хайндс                | Консервативная |                 | С 8 января 2018                      |
| Министр по делам женщин и равных возможностей                                                       | достопочтенная Джастин Грининг              | Консервативная |                 | До 8 января 2018                     |
| Министр по делам женщин и равных возможностей                                                       | достопочтенная Эмбер Радд                   | Консервативная |                 | с 9 января по 30 апреля 2018         |
| Министр по делам женщин и равных возможностей                                                       | достопочтенная Пенни Мордонт                | Консервативная |                 | с 30 апреля 2018                     |
| Министр здравоохранения и социального обеспечения (до 8 января 2018 года — министр здравоохранения) | достопочтенный Джереми Хант                 | Консервативная |                 | До 9 июля 2018                       |
| Министр здравоохранения и социального обеспечения (до 8 января 2018 года — министр здравоохранения) | достопочтенный Мэттью Хэнкок                | Консервативная |                 | С 9 июля 2018                        |
| Министр труда и пенсий                                                                              | достопочтенный Дэвид Гок                    | Консервативная |                 | До 8 января 2018                     |
| Министр труда и пенсий                                                                              | достопочтенная Эстер Макви                  | Консервативная |                 | С 8 января 2018 по 15 ноября 2018    |
| Министр труда и пенсий                                                                              | достопочтенная Эмбер Радд                   | Консервативная |                 | С 16 ноября 2018                     |
| Лидер Палаты общин, лорд-председатель Совета                                                        | достопочтенная Андреа Ледсом                | Консервативная |                 | До 22 мая 2019                       |
| Лидер Палаты общин, лорд-председатель Совета                                                        | достопочтенный Мел Страйд                   | Консервативная |                 | С 23 мая 2019                        |
| Министр по делам бизнеса, энергетики и промышленного развития                                       | достопочтенный Грег Кларк                   | Консервативная |                 |                                      |
| Министр по делам окружающей среды, продовольствия и сельского хозяйства                             | достопочтенный Майкл Гоув                   | Консервативная |                 |                                      |
| Министр международного развития                                                                     | достопочтенная Прити Пател                  | Консервативная |                 | До 8 ноября 2017 года.               |
| Министр международного развития                                                                     | достопочтенная Пенни Мордонт                | Консервативная |                 | С 9 ноября 2017 года по 1 мая 2019.  |
| Министр международного развития                                                                     | Рори Стюарт                                 | Консервативная |                 | С 1 мая 2019 года                    |
| Министр по делам Шотландии                                                                          | достопочтенный Дэвид Манделл                | Консервативная |                 |                                      |
| Министр по делам Уэльса                                                                             | достопочтенный Алан Кэрнс                   | Консервативная |                 |                                      |
| Министр по делам Северной Ирландии                                                                  | достопочтенный Джеймс Брокеншир             | Консервативная |                 | До 8 января 2018                     |
| Министр по делам Северной Ирландии                                                                  | достопочтенная Карен Брэдли                 | Консервативная |                 | С 8 января 2018                      |
| Министр по делам общин и местного самоуправления                                                    | достопочтенный Саджид Джавид                | Консервативная |                 | До 30 апреля 2018 года               |
| Министр по делам общин и местного самоуправления                                                    | достопочтенный Джеймс Брокеншир             | Консервативная |                 | С 30 апреля 2018 года                |
| Министр транспорта                                                                                  | достопочтенный Крис Грэйлинг                | Консервативная |                 |                                      |
| Министр по делам цифровых технологий, культуры, СМИ и спорта                                        | достопочтенная Карен Брэдли                 | Консервативная |                 | До 8 января 2018                     |
| Министр по делам цифровых технологий, культуры, СМИ и спорта                                        | достопочтенный Мэттью Хэнкок                | Консервативная |                 | С 8 января по 9 июля 2018            |
| Министр по делам цифровых технологий, культуры, СМИ и спорта                                        | достопочтенный Джереми Райт                 | Консервативная |                 | С 9 июля 2018 года                   |
| Лидер Палаты лордов, Лорд-хранитель Малой печати                                                    | Натали Эванс, баронесса Эванс оф Боуэс Парк | Консервативная |                 |                                      |
| Председатель Консервативной партии                                                                  | достопочтенный Патрик Маклохлин             | Консервативная |                 | До 8 января 2018                     |
| Председатель Консервативной партии                                                                  | достопочтенный Брэндон Льюис                | Консервативная |                 | С 8 января 2018                      |
| Министр без портфеля                                                                                | достопочтенный Брэндон Льюис                | Консервативная |                 | С 8 января 2018                      |
| Канцлер герцогства Ланкастерского                                                                   | достопочтенный Патрик Маклохлин             | Консервативная |                 | До 8 января 2018                     |
| Канцлер герцогства Ланкастерского                                                                   | достопочтенный Дэвид Лидингтон              | Консервативная |                 | С 8 января 2018                      |
| Также имеют право участвовать в заседаниях Кабинета                                                 |                                             |                |                 |                                      |
| Главный парламентский организатор, Парламентский секретарь Казначейства                             | достопочтенный Гэвин Уильямсон              | Консервативная |                 | До 2 ноября 2017 года.               |
| Главный парламентский организатор, Парламентский секретарь Казначейства                             | достопочтенный Джулиан Смит                 | Консервативная |                 | Со 2 ноября 2017 года.               |
| Главный секретарь Казначейства                                                                      | достопочтенная Лиз Трасс                    | Консервативная |                 |                                      |
| Генеральный атторней Англии и Уэльса                                                                | достопочтенный Джереми Райт                 | Консервативная |                 | До 9 июля 2018 года                  |
| Генеральный атторней Англии и Уэльса                                                                | достопочтенный Джеффри Кокс                 | Консервативная |                 | С 9 июля 2018 года                   |
| Государственный министр по делам иммиграции                                                         | достопочтенный Брендон Льюис                | Консервативная |                 | До 8 января 2018                     |
| Государственный министр по делам иммиграции                                                         | достопочтенная Кэролайн Ноукс               | Консервативная |                 | С 8 января 2018                      |